# Élections législatives pakistanaises de 2013
Vous lisez un « article de qualité » labellisé en 2021.
Les élections législatives pakistanaises de 2013 se sont déroulées le 11 mai 2013 afin de renouveler les élus de l'Assemblée nationale et des quatre assemblées provinciales du Pakistan après la fin de leur mandat de cinq ans reçus lors des élections législatives de 2008. Elles conduisent à la victoire de la principale force d'opposition, la Ligue musulmane du Pakistan (N) et au retour de Nawaz Sharif au poste de Premier ministre.
À la suite des précédentes élections, le Parti du peuple pakistanais avait remporté le scrutin et formé une coalition gouvernementale pour obtenir une majorité relativement stable. Son mandat coïncide avec une recrudescence des combats entre les insurgés islamistes et l'armée ainsi qu'une multiplication des attentats à la bombe. Le quinquennat est également marqué par la démise du Premier ministre Gilani par la Cour suprême en 2012 et des tensions avec le pouvoir militaire lors de l'affaire du mémorandum. Le gouvernement est surtout critiqué par la population pour son bilan économique et sécuritaire et est accusé de corruption tant par l'opposition que par la justice.
Ces élections mènent au retour au pouvoir de l'ancien Premier ministre Nawaz Sharif et de la victoire de sa formation, pour la première fois depuis les élections de 1997, remportant une majorité absolue à l'Assemblée nationale et arrivant en tête dans deux des quatre provinces. Mamnoon Hussain est ensuite élu président de la République en septembre 2013. Le scrutin signe aussi l'émergence du Mouvement du Pakistan pour la justice d'Imran Khan qui arrive deuxième dans les urnes mais va contester la régularité du scrutin.

## Contexte

### Élections précédentes
Les dernières élections législatives de 2008 s'étaient déroulées dans un contexte très tendu du fait d'une intensification de l'insurrection islamiste et surtout après l'assassinat de Benazir Bhutto, dirigeante du Parti du peuple pakistanais (PPP), alors principale formation de l'opposition. Le contexte est également marqué par une contestation du pouvoir avec le mouvement des avocats, alors que le président Pervez Musharraf est arrivé au pouvoir en 1999 à la suite d'un coup d'État militaire. La Ligue musulmane du Pakistan (Q), qui le soutenait, avait ensuite remporté les élections législatives de 2002.
Le PPP remporte finalement une majorité relative à ces élections, qui forme une coalition d'union nationale avec la Ligue musulmane du Pakistan (N), le Mouvement Muttahida Qaumi (MQM), le Parti national Awami, la Jamiat Ulema-e-Islam ainsi que d'autres petits partis et des indépendants. Cette alliance propulse Youssouf Raza Gilani au poste de Premier ministre puis contraint le président Musharraf à la démission, remplacé par Asif Ali Zardari.
Contestant Zardari, la Ligue (N) de Nawaz Sharif quitte la coalition dès août 2008 puis la Jamiat en décembre 2010, sans remettre en cause la majorité de la coalition. En 2011, des tensions apparaissent avec le MQM, menaçant ainsi pour la première fois le gouvernement. En mai 2011, ce dernier parvient toutefois à sécuriser sa situation en formant une alliance avec son ancien rival la Ligue (Q), dont cinq ministres intègrent le cabinet.

### Insécurité

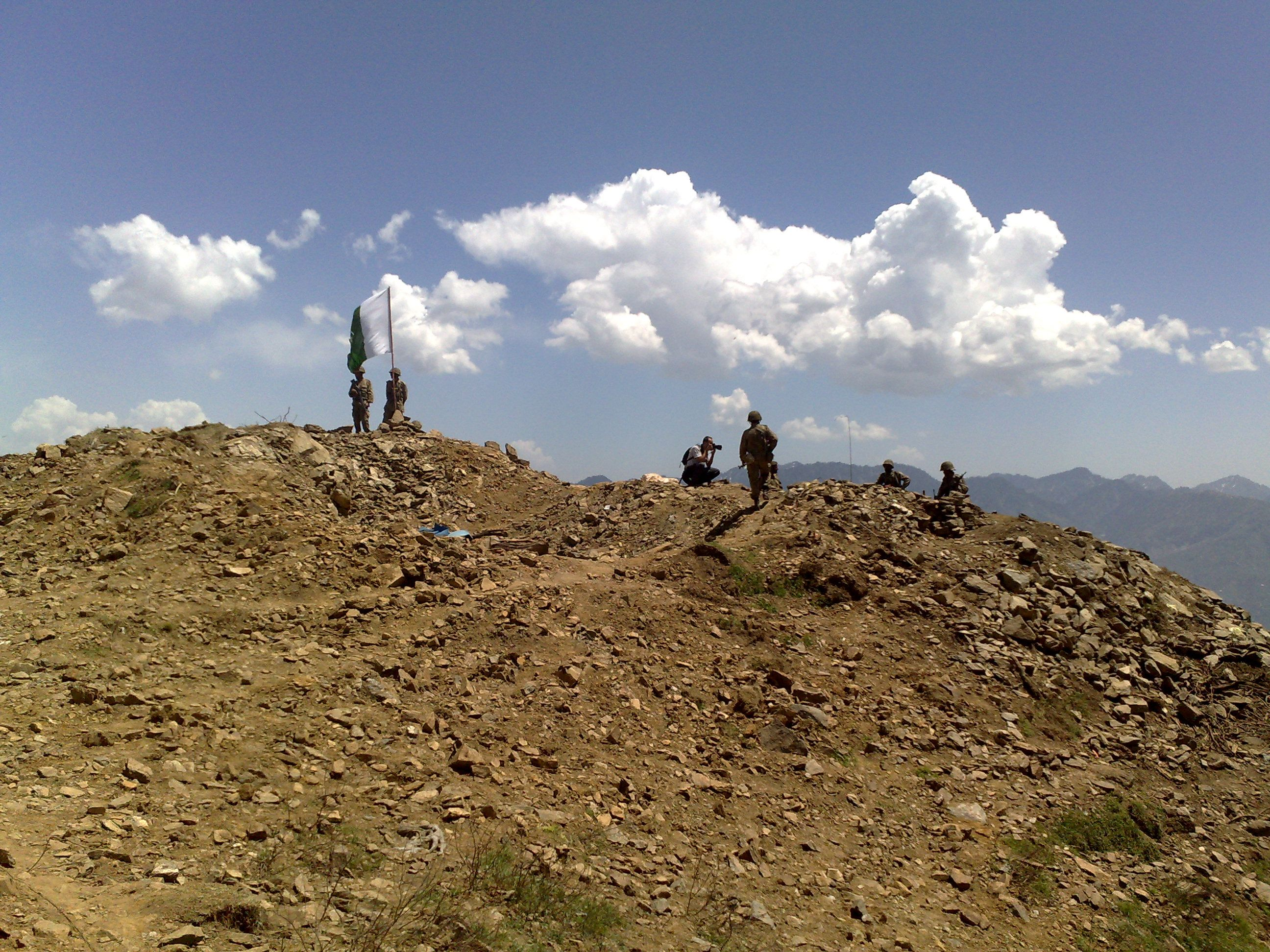
La seconde bataille de Swat marque le paroxysme du conflit

Depuis 2004, le pays est frappé par une insurrection islamiste provenant du nord-ouest et menée principalement par le Tehrik-e-Taliban Pakistan. Le conflit a connu son paroxysme entre 2007 et 2009 avec successivement l'assaut de la Mosquée rouge, la seconde bataille de Swat et les opérations dans le Waziristan du Sud. En 2013, les combats se poursuivent principalement dans les régions tribales et les insurgés redoublent leurs attaques afin de perturber le scrutin.
En revanche, la question de la lutte contre les talibans afghans qui se réfugient au Pakistan est beaucoup plus polémique, alors que le pouvoir militaire refuse de mener des opérations d'envergure au Waziristan du Nord, principal bastion des insurgés afghans et est ainsi accusé d'exercer une politique de soutien aux talibans dans leur lutte pour le pouvoir en Afghanistan. Le débat a notamment été relancé après la mort d'Oussama ben Laden le 2 mai 2011 et la tentative d'assassinat de Malala Yousafzai le 9 octobre 2012, près de la zone d'influence des talibans. D'un autre côté, les attaques de drones américains dans les régions tribales sont particulièrement critiquées par l'opinion publique et l'opposition.

### Crise politique

#### Tensions avec le pouvoir militaire

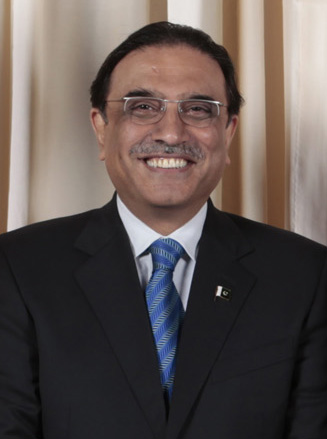
Asif Ali Zardari, président de 2008 à 2013.

Quelques mois après la mort d'Oussama ben Laden en mai 2011, l'affaire du mémorandum provoque une importante crise politique. Le gouvernement civil est accusé d'avoir demandé l'aide des États-Unis face à l'armée pakistanaise afin de forcer cette dernière à changer sa politique vis-à-vis des combattants islamistes se battant contre l'Afghanistan et l'Inde, profitant ainsi du discrédit causé par la présence du chef d'Al-Qaïda dans une ville dominée par les militaires. La révélation de l'affaire dans la presse a pour résultat de discréditer et affaiblir le gouvernement civil dont notamment le président Zardari, accusé de trahison envers les intérêts nationaux. L'affaire représente ainsi une tentative ratée du gouvernement civil de reprendre la main sur le puissant establishment. Des rumeurs de coup d'État se répandent mais elles sont démenties par le chef de l'armée Ashfaq Kayani qui promet de soutenir le processus démocratique,.

#### Conflit avec l'autorité judiciaire
De plus, le Premier ministre Youssouf Raza Gilani est inquiété par la Cour suprême qui lui reproche de ne pas avoir exécuté son arrêt annulant l'ordonnance nationale de réconciliation. Elle prévoyait une amnistie générale pour plus de 200 hommes politiques et bureaucrates, notamment pour des cas de corruptions, dont le président Asif Ali Zardari. La justice demande au gouvernement d'adresser une lettre aux autorités suisses afin qu'elles relancent une enquête sur les comptes bancaires du président, accusé de détournement de fonds dans les années 1990, alors que sa femme était Première ministre. Refusant de s'exécuter, Gilani est inculpé pour outrage à la justice par la Cour suprême le 13 février 2012 et reconnu coupable le 26 avril. Il est destitué le 19 juin 2012 par la Cour puis remplacé par Raja Pervez Ashraf au poste de chef du gouvernement.
Le nouveau Premier ministre entre lui-même en conflit avec le pouvoir judiciaire du fait d'accusations de corruption, il est soupçonné d'avoir reçu des pots-de-vin dans le cadre de contrats pour un projet énergétique quand il était ministre de l'Eau et de l'Énergie. Le 15 janvier 2013, la Cour suprême ordonne son arrestation dans le cadre de ces accusations mais celle-ci ne se produit pas, le Premier ministre cédant son poste à peine deux mois plus tard à Mir Hazar Khan Khoso pour mener l'intérim prévu dans le cadre de ces élections.

## Système électoral

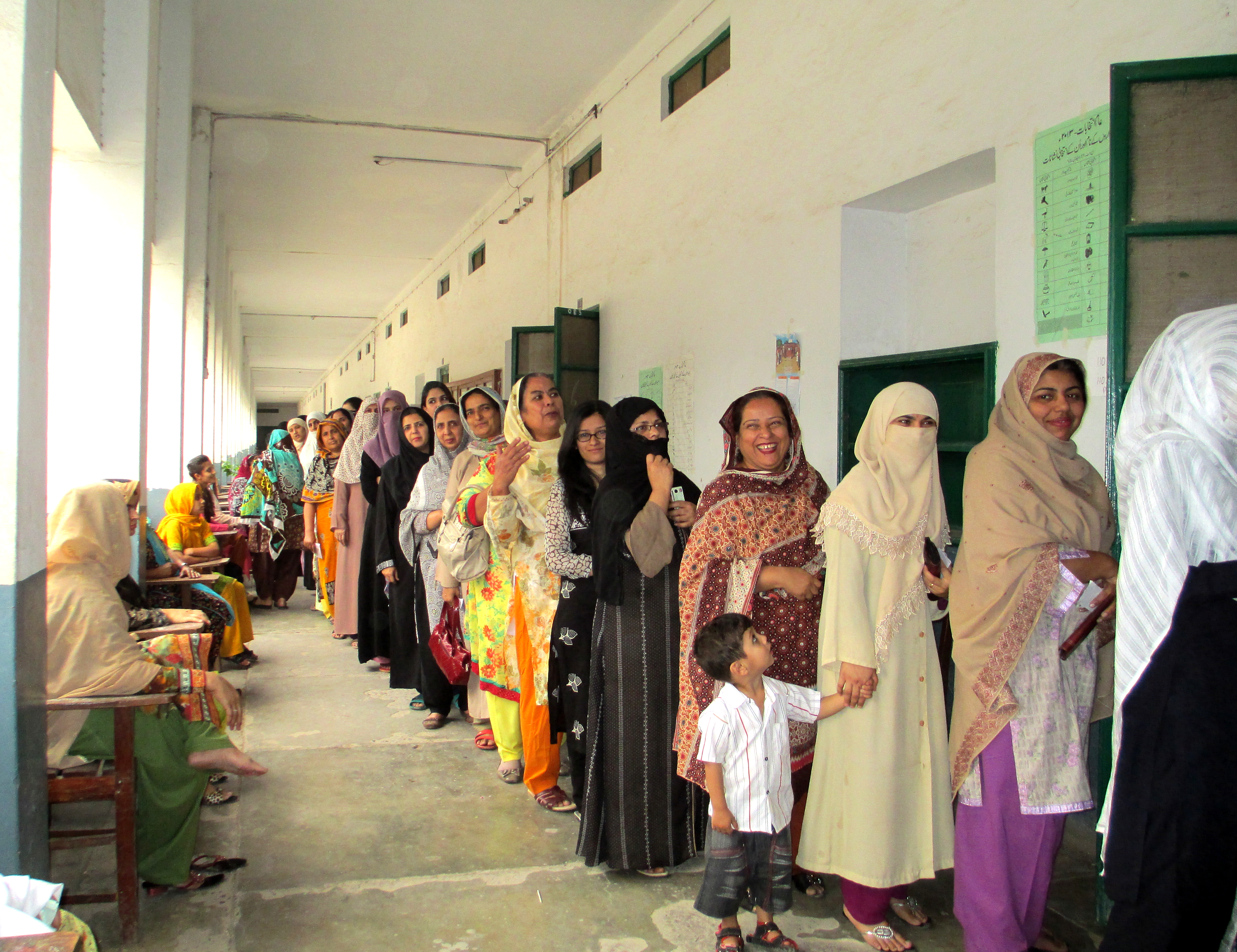
Femmes votant à Rawalpindi.

Le Pakistan possède un régime politique parlementaire bicaméral de type système de Westminster ; le Parlement du Pakistan, qui se compose de deux chambres, l'Assemblée nationale et le Sénat dont les membres sont choisis par les membres des assemblées provinciales, elles-mêmes élues selon le même mode de scrutin que l'Assemblée nationale. Les candidats sont élus au suffrage universel direct uninominal majoritaire à un tour, c'est-à-dire que chaque électeur vote dans sa circonscription pour un candidat et celui arrivant en tête à l'issue d'un unique tour est élu, même avec une majorité relative de voix. 
Un candidat peut présenter sa candidature dans plusieurs circonscriptions, mais ne doit garder qu'un siège s'il en remporte plusieurs. Une élection partielle est alors organisée dans la circonscription dont le poste de député est devenu vacant. Enfin, les membres élus doivent ensuite procéder à l'élection des « sièges réservés ». Par exemple, pour l'Assemblée nationale, les 272 membres élus directement élisent 60 sièges réservés à des femmes et 10 sièges réservés à des minorités religieuses.
Le nombre de sièges d'un parti utilisé pour la répartition des sièges réservés peut comprendre des candidats élus en tant qu'indépendants, si ceux-ci le rejoignent officiellement dans les trois jours suivants la publication des résultats des sièges élus au scrutin direct. Une fois la Commission électorale informée, les candidats ne peuvent revenir sur ces ralliements avant l'élection des membres réservés, en accord avec l'article 92-6 de la loi électorale pakistanaise.

## Campagne et partis en lice

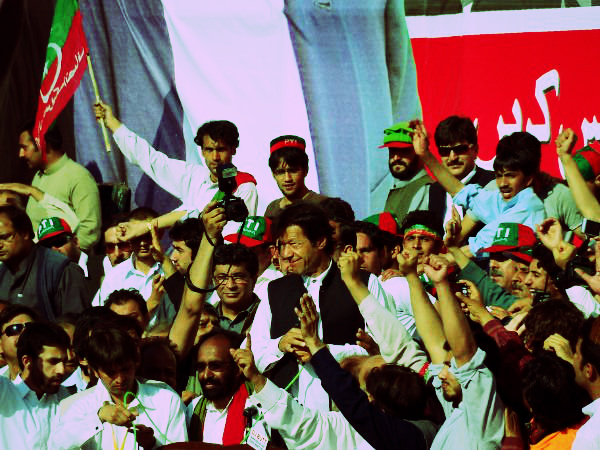
Imran Khan lors d'un rassemblement du Mouvement du Pakistan pour la justice à Abbottabad.

La campagne électorale et le processus électoral sont organisés et contrôlés par la Commission électorale, dont la composition est issue d'un consensus entre le gouvernement et l'opposition. En vue du début de la campagne, le Premier ministre Raja Pervez Ashraf démissionne et est remplacé le 24 mars par Mir Hazar Khan Khoso, un ancien juge choisi par la commission électorale.
La campagne est surtout marquée par l'émergence du Mouvement du Pakistan pour la justice (PTI), petit parti devenu soudainement populaire en 2011 et 2012. Il attire l'attention des médias grâce à de vastes rassemblements populaires. Son chef, Imran Khan, critique la corruption du système entretenu selon lui par les deux principaux partis. Il axe aussi sa campagne sur la souveraineté du pays, critiquant notamment les frappes du drones américains dans le pays. Il réclame également des négociations de paix avec les talibans pakistanais. Il partage cette dernière promesse avec le chef du principal parti d'opposition Nawaz Sharif. Le 7 mai 2013, à quatre jours du scrutin, Imran Khan est victime d'une chute lors d'un meeting, ce qui lui vaut d'être hospitalisé pour des fractures.
La campagne est également marquée par des violences souvent causées par les combattants islamistes qui rejettent le processus démocratique, avec près de 130 morts entre le début du mois d'avril et le jour des élections. Le parti au pouvoir ainsi que les petits partis séculiers sont les plus visés, de même que des partis islamistes. Le 9 mai, le fils de l'ex-Premier ministre Youssouf Raza Gilani est enlevé par des hommes armés alors qu'il était candidat du parti au pouvoir dans une circonscription de l'Assemblée provinciale du Pendjab,.
Les premiers sondages publiés en 2011 et 2012 témoignent de l'émergence du PTI qui culmine à 31 % des voix et prend ainsi la tête dans un sondage de l'International Republican Institute en mai 2012. Cependant, les sondages publiés entre mi-2012 et début 2013 montrent une nette érosion des soutiens de ce parti, au profit de la principale formation de l'opposition la Ligue musulmane du Pakistan (N) de Nawaz Sharif qui reprend la tête avec 28 à 41 % des voix,,.
| Parti | Parti                                 | Chef de file | Chef de file                               | Idéologie                                                   | Résultats en 2008 (% de voix et députés) |
| ----- | ------------------------------------- | ------------ | ------------------------------------------ | ----------------------------------------------------------- | ---------------------------------------- |
|       | Parti du peuple pakistanais           |              | Bilawal Bhutto Zardari et Asif Ali Zardari | Social-démocratie                                           | 30,6 % et 124                            |
|       | Ligue musulmane du Pakistan (N)       |              | Nawaz Sharif                               | Conservatisme, libéralisme économique                       | 19,6 % et 91                             |
|       | Ligue musulmane du Pakistan (Q)       |              | Chaudhry Shujaat Hussain                   | Nationalisme pakistanais, conservatisme modéré, libéralisme | 23,0 % et 54                             |
|       | Mouvement du Pakistan pour la justice |              | Imran Khan                                 | Populisme, Transparence, Réformisme, Souverainisme          | Boycott (2002 : 0,8 % et 1)              |
|       | Mouvement Muttahida Qaumi             |              | Altaf Hussain                              | Libéralisme, sécularisation, pro-Muhadjirs                  | 7,4 % et 25                              |
|       | Parti national Awami                  |              | Asfandyar Wali Khan                        | Socialisme, social-démocratie, pro-Pachtounes               | 2,0 % et 13                              |
|       | Jamiat Ulema-e-Islam (F)              |              | Fazal-ur-Rehman                            | Islamisme                                                   | 2,2 % et 7                               |

## Résultats

### Assemblée nationale

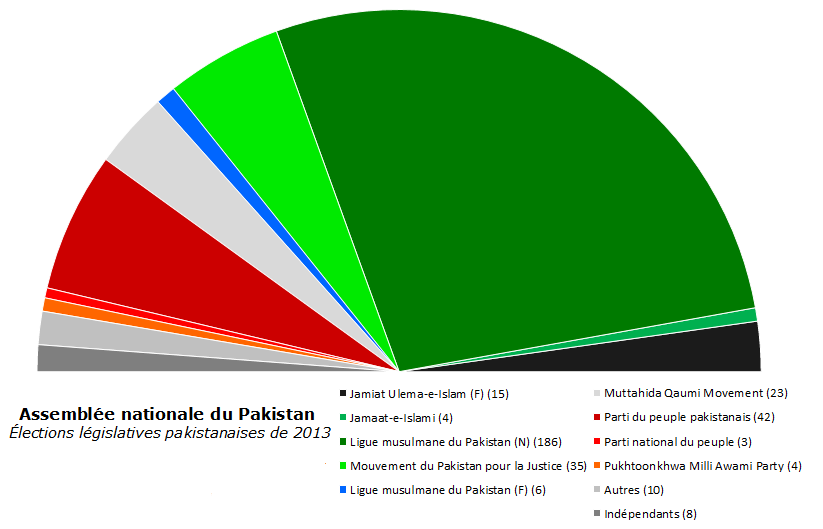
Composition de l'Assemblée nationale à la suite de ces élections.

Quelque 84,2 millions d'électeurs sont appelés aux urnes, dont pour la première fois les Pakistanais de l'étranger. Seules 44 % sont des femmes. La participation de 55 % est en nette progression par rapport à celle de 2008.
Le scrutin à l'Assemblée nationale aboutit à une nette victoire de la Ligue musulmane du Pakistan (N), qui obtient une majorité absolue suffisante pour gouverner seule. Le Parti du peuple pakistanais au pouvoir concède la deuxième plus grosse défaite de son histoire après les élections législatives de 1997, avec seulement 42 députés. Il est même dépassé en termes de votes populaires par le Mouvement du Pakistan pour la justice, formation qui n'avait jamais remporté plus d'un seul siège auparavant.
Par ailleurs, la Ligue musulmane du Pakistan (Q) et le Parti national Awami ressortent largement affaiblis de ce scrutin, tandis que ce dernier marque un modeste retour pour les diverses formations qui avaient choisi le boycott en 2008 : la Jamaat-e-Islami, le Pashtunkhwa Milli Awami, le Parti national baloutche et le Parti national.
| Parti                                                        | Votes      | %     | Siège | Siège | Siège    | Siège    | Siège | Siège |
| Parti                                                        | Votes      | %     | Élu   | Ind.  | Réservés | Réservés | Total | +/–   |
| Parti                                                        | Votes      | %     | Élu   | Ind.  | Min.     | Fem.     | Total | +/–   |
| ------------------------------------------------------------ | ---------- | ----- | ----- | ----- | -------- | -------- | ----- | ----- |
| Ligue musulmane du Pakistan (N)                              | 14 874 104 | 32,77 | 129   | 19    | 6        | 35       | 189   | 98    |
| Mouvement du Pakistan pour la justice                        | 7 679 954  | 16,92 | 26    | 0     | 1        | 6        | 33    | 33    |
| Parti du peuple pakistanais                                  | 6 911 218  | 15,23 | 36    | 0     | 1        | 8        | 45    | 79    |
| Mouvement Muttahida Qaumi                                    | 2 456 153  | 5,41  | 19    | 0     | 1        | 4        | 24    | 1     |
| Jamiat Ulema-e-Islam                                         | 1 461 371  | 3,22  | 9     | 0     | 1        | 3        | 13    | 6     |
| Ligue musulmane du Pakistan (Q)                              | 1 409 905  | 3,11  | 2     | 0     | 0        | 0        | 2     | 52    |
| Ligue musulmane du Pakistan (F)                              | 1 072 846  | 2,36  | 4     | 0     | 0        | 1        | 5     | =     |
| Jamaat-e-Islami                                              | 963 909    | 2,12  | 3     | 0     | 0        | 1        | 4     | 4     |
| Parti national Awami                                         | 453 057    | 1,00  | 2     | 0     | 0        | 0        | 2     | 11    |
| Pashtunkhwa Milli Awami                                      | 214 631    | 0,47  | 3     | 0     | 0        | 1        | 4     | 4     |
| Parti national du peuple                                     | 197 829    | 0,44  | 2     | 0     | 0        | 1        | 3     | 2     |
| Ligue musulmane du Pakistan (Z)                              | 128 510    | 0,28  | 1     | 0     | 0        | 0        | 1     | 1     |
| Ligue musulmane Awami du Pakistan                            | 93 046     | 0,20  | 1     | 0     | 0        | 0        | 1     | 1     |
| Awami Jamhuri Ittehad Pakistan                               | 71 175     | 0,16  | 1     | 0     | 0        | 0        | 1     | 1     |
| Parti national baloutche                                     | 63 979     | 0,14  | 1     | 0     | 0        | 0        | 1     | =     |
| Parti national                                               | 61 148     | 0,13  | 1     | 0     | 0        | 0        | 1     | 1     |
| Ligue musulmane de tout le Pakistan                          | 54 231     | 0,12  | 1     | 0     | 0        | 0        | 1     | 1     |
| Parti Qaumi Watan                                            | 46 574     | 0,10  | 1     | 0     | 0        | 0        | 1     | =     |
| Autres partis                                                | 927 889    | 2,05  | 0     | 0     | 0        | 0        | 0     | =     |
| Indépendants                                                 | 5 880 658  | 12,96 | 27    | -19   | 0        | 0        | 8     | 9     |
| Scrutins non tenus                                           | –          | –     | 3     | –     | –        | –        | 3     |       |
| Total                                                        | 45 388 404 | 100   | 272   | 0     | 10       | 60       | 342   |       |
| Inscrits (participation)                                     | 84 207 524 | 55,02 | –     | –     | –        | –        | –     |       |
| Source : Commission électorale du Pakistan (sièges et votes) |            |       |       |       |          |          |       |       |

### Assemblées provinciales

#### Baloutchistan

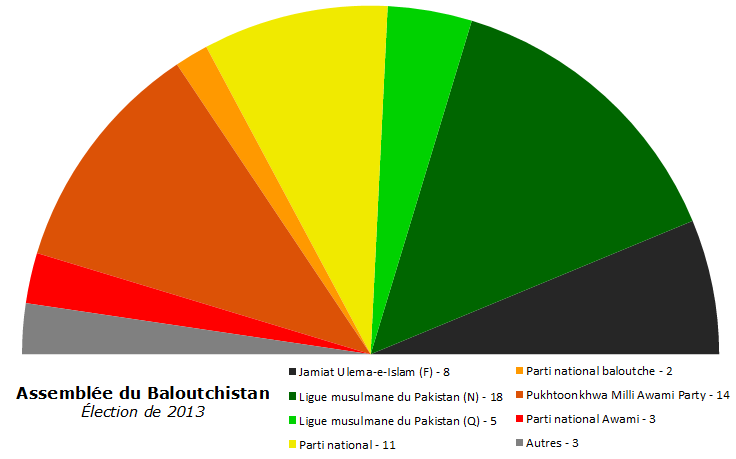
Composition de l'Assemblée provinciale du Baloutchistan après ces élections.

Le résultat à l'Assemblée provinciale du Baloutchistan est très partagé et aucun parti n'obtient de majorité nette. La Ligue musulmane du Pakistan (N) arrive toutefois en tête, tandis que le Parti national émerge comme le principal parti baloutche, l'ethnie majoritaire de la province, même s'il est dépassé en voix par le Parti national baloutche. Le Pashtunkhwa Milli Awami (PMAP) réalise un bon score en rassemblant l'électorat pachtoune du nord de la province. 
Ces trois formations concluent un accord de partage du pouvoir : Mohammad Khan Achakzai du PMAP obtient le poste de gouverneur pour cinq ans tandis que le gouvernement local sera partagé entre le Parti national et la ligue, Abdul Malik Baloch devenant ministre en chef pour la première moitié et Sanaullah Zehri pour la seconde.
| Parti                                                        | Votes               | %                   | Sièges              | Sièges              | Sièges              | Sièges              | Sièges              | Sièges              | Sièges              |
| Parti                                                        | Votes               | %                   | Élu                 | Élu                 | Réservés            | Réservés            | Total               | +/–                 |                     |
| Parti                                                        | Votes               | %                   | Parti               | Ind.                | Min.                | Fem.                | Total               | +/–                 |                     |
| ------------------------------------------------------------ | ------------------- | ------------------- | ------------------- | ------------------- | ------------------- | ------------------- | ------------------- | ------------------- | ------------------- |
| Pashtunkhwa Milli Awami                                      | 167 900             | 12,80               | 10                  | 0                   | 1                   | 3                   | 14                  | 14                  |                     |
| Ligue musulmane du Pakistan (N)                              | 134 758             | 10,28               | 10                  | 5                   | 1                   | 3                   | 19                  | 18                  |                     |
| Jamiat Ulema-e-Islam                                         | 207 167             | 15,80               | 6                   | 0                   | 0                   | 2                   | 8                   | 2                   |                     |
| Parti national baloutche                                     | 81 217              | 6,20                | 2                   | 0                   | 0                   | 0                   | 2                   | 5                   |                     |
| Parti national                                               | 76 018              | 5,80                | 7                   | 0                   | 1                   | 2                   | 10                  | 10                  |                     |
| Ligue musulmane du Pakistan (Q)                              | 53 305              | 4,06                | 5                   | 0                   | 0                   | 1                   | 6                   | =                   |                     |
| Parti national Awami                                         | 31 122              | 2,37                | 1                   | 0                   | 0                   | 0                   | 1                   | 2                   |                     |
| Jamote Qaumi Movement                                        | 11 976              | 0,91                | 1                   | 0                   | 0                   | 0                   | 1                   | 1                   |                     |
| Majlis Wahdat-e-Muslimeen                                    | 8 799               | 0,67                | 1                   | 0                   | 0                   | 0                   | 1                   | 1                   |                     |
| Autres partis                                                | 186 920             | 14,25               | 0                   | 0                   | 0                   | 0                   | 0                   | 38                  |                     |
| Indépendants                                                 | 352 300             | 26,86               | 8                   | -5                  | 0                   | 0                   | 3                   | 3                   |                     |
| Total                                                        | 1 300 628           |                     | 51                  | 0                   | 3                   | 11                  | 65                  |                     |                     |
| Inscrits (participation)                                     | 3 173 819 (42,50 %) | 3 173 819 (42,50 %) | 3 173 819 (42,50 %) | 3 173 819 (42,50 %) | 3 173 819 (42,50 %) | 3 173 819 (42,50 %) | 3 173 819 (42,50 %) | 3 173 819 (42,50 %) | 3 173 819 (42,50 %) |
| Source : Commission électorale du Pakistan (sièges et votes) |                     |                     |                     |                     |                     |                     |                     |                     |                     |

#### Khyber Pakhtunkhwa

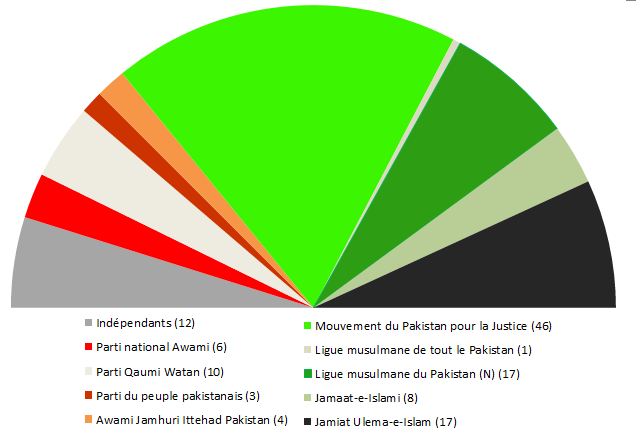
Composition de l'Assemblée provinciale de Khyber Pakhtunkhwa après ces élections.

Le Mouvement du Pakistan pour la justice (PTI) arrive largement en tête à l'Assemblée provinciale de Khyber Pakhtunkhwa grâce à de forts soutiens parmi l'ethnie pachtoune, largement majoritaire dans la province, obtenant notamment des scores élevés autour de Peshawar. Si les islamistes réalisent de bons scores, ils ne réitèrent pas leur succès de 2002 tandis que le Parti national Awami, qui dirigeait le gouvernement local sortant, est largement défait. Réunissant près de 37 % des sièges, le parti d'Imran Khan est cependant contraint de former un gouvernement de coalition, s'alliant avec le Parti Qaumi Watan et la Jamaat-e-Islami. En conséquence, Pervez Khattak est élu ministre en chef le 31 mai 2013 avec 84 voix contre 37 pour le candidat de la JUI-F.
| Parti                                                                         | Votes                | %                    | Sièges               | Sièges               | Sièges               | Sièges               | Sièges               | Sièges               | Sièges               |
| Parti                                                                         | Votes                | %                    | Élu                  | Élu                  | Réservés             | Réservés             | Total                | +/–                  |                      |
| Parti                                                                         | Votes                | %                    | Parti                | Ind.                 | Min.                 | Fem.                 | Total                | +/–                  |                      |
| ----------------------------------------------------------------------------- | -------------------- | -------------------- | -------------------- | -------------------- | -------------------- | -------------------- | -------------------- | -------------------- | -------------------- |
| Mouvement du Pakistan pour la justice                                         | 1 039 719            | 19,31                | 34                   | 1                    | 1                    | 10                   | 46                   | 46                   |                      |
| Ligue musulmane du Pakistan (N)                                               | 856 135              | 15,90                | 12                   | 1                    | 1                    | 3                    | 17                   | 8                    |                      |
| Jamiat Ulema-e-Islam (F)                                                      | 733 777              | 13,63                | 13                   | 0                    | 1                    | 3                    | 17                   | 3                    |                      |
| Parti national Awami                                                          | 556 525              | 10,34                | 4                    | 0                    | 0                    | 1                    | 5                    | 43                   |                      |
| Parti du peuple pakistanais                                                   | 472 550              | 8,78                 | 3                    | 0                    | 0                    | 1                    | 4                    | 26                   |                      |
| Jamaat-e-Islami                                                               | 404 895              | 7,52                 | 7                    | 0                    | 0                    | 1                    | 8                    | 8                    |                      |
| Parti Qaumi Watan                                                             | 193 964              | 3,60                 | 7                    | 1                    | 0                    | 2                    | 10                   | 4                    |                      |
| Awami Jamhuri Ittehad Pakistan                                                | 63 497               | 1,18                 | 3                    | 0                    | 0                    | 1                    | 4                    | 4                    |                      |
| Ligue musulmane de tout le Pakistan                                           | 21 933               | 0,41                 | 1                    | 0                    | 0                    | 0                    | 1                    | 1                    |                      |
| Autres partis                                                                 | 172 049              | 3,20                 | 0                    | 0                    | 0                    | 0                    | 0                    | 4                    |                      |
| Indépendants                                                                  | 867 989              | 16,12                | 15                   | -3                   | 0                    | 0                    | 12                   | 1                    |                      |
| Total                                                                         | 5 476 001            |                      | 99                   | 0                    | 3                    | 22                   | 124                  |                      |                      |
| Inscrits (participation)                                                      | 12 268 406 (44,83 %) | 12 268 406 (44,83 %) | 12 268 406 (44,83 %) | 12 268 406 (44,83 %) | 12 268 406 (44,83 %) | 12 268 406 (44,83 %) | 12 268 406 (44,83 %) | 12 268 406 (44,83 %) | 12 268 406 (44,83 %) |
| Source : Commission électorale du Pakistan (sièges, sièges réservés et votes) |                      |                      |                      |                      |                      |                      |                      |                      |                      |

#### Pendjab

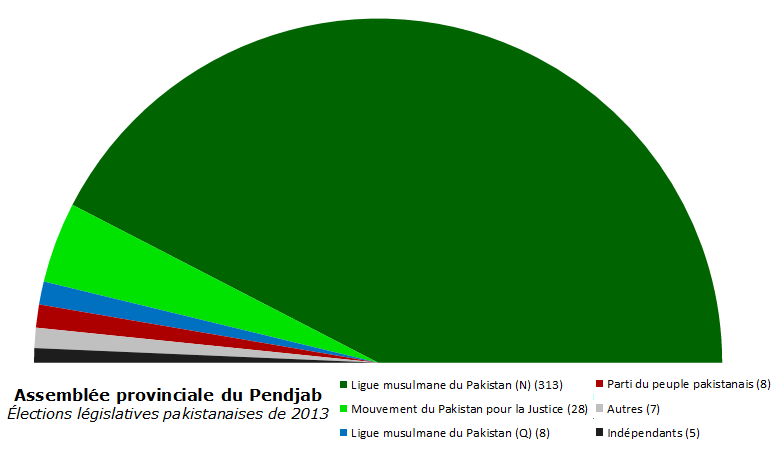
Composition de l'Assemblée provinciale du Pendjab après ces élections.

Vainqueur au niveau national, la Ligue musulmane du Pakistan (N) remporte un succès notable dans son fief électoral, en devenant hégémonique à l'Assemblée provinciale du Pendjab. Le parti obtient ainsi près de 41 % des voix et surtout 85 % des sièges, balayant le Parti du peuple pakistanais dont la présence dans la province devient marginale. Malgré ses 18 % de voix et de bons scores dans les grandes villes, le Mouvement du Pakistan pour la justice ne perce qu'à de rares endroits, Rawalpindi et Mianwali surtout. Ainsi, le 6 juin 2013, Shehbaz Sharif est réélu ministre en chef avec 300 voix contre 34.
| Parti                                                        | Votes                | %                    | Sièges               | Sièges               | Sièges               | Sièges               | Sièges               | Sièges               | Sièges               |
| Parti                                                        | Votes                | %                    | Élu                  | Élu                  | Réservés             | Réservés             | Total                | +/–                  |                      |
| Parti                                                        | Votes                | %                    | Parti                | Ind.                 | Min.                 | Fem.                 | Total                | +/–                  |                      |
| ------------------------------------------------------------ | -------------------- | -------------------- | -------------------- | -------------------- | -------------------- | -------------------- | -------------------- | -------------------- | -------------------- |
| Ligue musulmane du Pakistan (N)                              | 11 365 363           | 40,77                | 218                  | 32                   | 7                    | 58                   | 315                  | 144                  |                      |
| Mouvement du Pakistan pour la justice                        | 4 951 216            | 17,76                | 23                   | 0                    | 1                    | 5                    | 29                   | 29                   |                      |
| Parti du peuple pakistanais                                  | 2 464 812            | 8,84                 | 7                    | 0                    | 0                    | 1                    | 8                    | 99                   |                      |
| Ligue musulmane du Pakistan (Q)                              | 1 377 130            | 4,94                 | 6                    | 0                    | 0                    | 2                    | 8                    | 75                   |                      |
| Jamaat-e-Islami                                              | 489 772              | 1,76                 | 1                    | 0                    | 0                    | 0                    | 1                    | 1                    |                      |
| Ligue musulmane du Pakistan (Z)                              | 114 734              | 0,41                 | 2                    | 0                    | 0                    | 0                    | 2                    | 2                    |                      |
| Bahawalpur National Awami Party                              | 60 174               | 0,22                 | 1                    | 0                    | 0                    | 0                    | 1                    | 1                    |                      |
| Pakistan National Muslim League                              | 55 783               | 0,20                 | 1                    | 0                    | 0                    | 0                    | 1                    | 1                    |                      |
| Jamiat Ulema-e-Islam                                         | 153 398              | 0,55                 | 0                    | 0                    | 0                    | 0                    | 0                    | 2                    |                      |
| Autres partis                                                | 625 889              | 2,25                 | 0                    | 0                    | 0                    | 0                    | 0                    | 3                    |                      |
| Indépendants                                                 | 6 217 856            | 22,31                | 37                   | -32                  | 0                    | 0                    | 5                    | 1                    |                      |
| Total                                                        | 27 875 857           |                      | 296                  | 0                    | 8                    | 66                   | 370                  |                      |                      |
| Inscrits (participation)                                     | 48 890 007 (59,62 %) | 48 890 007 (59,62 %) | 48 890 007 (59,62 %) | 48 890 007 (59,62 %) | 48 890 007 (59,62 %) | 48 890 007 (59,62 %) | 48 890 007 (59,62 %) | 48 890 007 (59,62 %) | 48 890 007 (59,62 %) |
| Source : Commission électorale du Pakistan (sièges et votes) |                      |                      |                      |                      |                      |                      |                      |                      |                      |

#### Sind

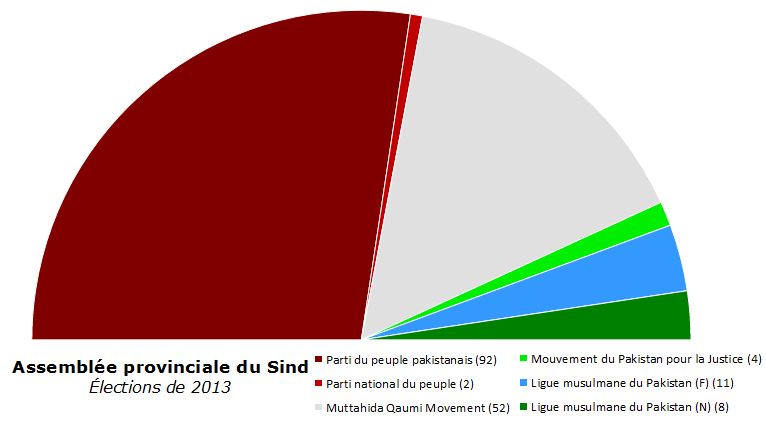
Composition de l'Assemblée provinciale du Sind après ces élections.

Malgré sa défaite au niveau national, le Parti du peuple pakistanais maintient son pouvoir dans la province du Sind. Il ne perd en effet qu'un seul siège de député et conserve largement sa majorité absolue, grâce à ses forts soutiens populaires dans les zones majoritairement sindies, surtout rurales. Le Mouvement Muttahida Qaumi conserve lui aussi ses positions, arrivant largement en tête dans les deux principales villes de la province, Karachi et Hyderabad, grâce au soutien de la communauté muhadjire. Sa position est toutefois légèrement remise en cause par l'émergence du Mouvement du Pakistan pour la justice qui perce à Karachi. La Ligue musulmane du Pakistan (F), petit parti local, réalise également la meilleure performance du son histoire notamment grâce à son fief du district de Khairpur.
| Parti                                                        | Votes                | %                    | Sièges               | Sièges               | Sièges               | Sièges               | Sièges               | Sièges               | Sièges               |
| Parti                                                        | Votes                | %                    | Élu                  | Élu                  | Réservés             | Réservés             | Total                | +/–                  |                      |
| Parti                                                        | Votes                | %                    | Élu                  | Ind.                 | Min.                 | Fem.                 | Total                | +/–                  |                      |
| ------------------------------------------------------------ | -------------------- | -------------------- | -------------------- | -------------------- | -------------------- | -------------------- | -------------------- | -------------------- | -------------------- |
| Parti du peuple pakistanais                                  | 3 209 686            | 32,63                | 69                   | 2                    | 5                    | 16                   | 92                   | 1                    |                      |
| Mouvement Muttahida Qaumi                                    | 2 510 853            | 25,53                | 39                   | -                    | 3                    | 9                    | 51                   | =                    |                      |
| Ligue musulmane du Pakistan (F)                              | 1 138 400            | 11,57                | 8                    | -                    | 1                    | 2                    | 11                   | 3                    |                      |
| Mouvement du Pakistan pour la justice                        | 607 383              | 6,18                 | 3                    | -                    | 0                    | 1                    | 4                    | 4                    |                      |
| Ligue musulmane du Pakistan (N)                              | 592 954              | 6,03                 | 3                    | 2                    | 0                    | 1                    | 6                    | 6                    |                      |
| Parti national du peuple                                     | 208 499              | 2,12                 | 2                    | -                    | 0                    | 0                    | 2                    | 1                    |                      |
| Ligue musulmane du Pakistan (Q)                              | 64 718               | 0,66                 | 1                    | -                    | 0                    | 0                    | 1                    | 8                    |                      |
| Autres partis                                                | 798 814              | 8,06                 | 0                    | 0                    | 0                    | 0                    | 0                    | 2                    |                      |
| Indépendants                                                 | 873 171              | 8,88                 | 5                    | -4                   | 0                    | 0                    | 1                    | 1                    |                      |
| Total                                                        | 9 836 050            |                      | 130                  | 0                    | 9                    | 29                   | 168                  |                      |                      |
| Inscrits (participation)                                     | 18 332 242 (54,62 %) | 18 332 242 (54,62 %) | 18 332 242 (54,62 %) | 18 332 242 (54,62 %) | 18 332 242 (54,62 %) | 18 332 242 (54,62 %) | 18 332 242 (54,62 %) | 18 332 242 (54,62 %) | 18 332 242 (54,62 %) |
| Source : Commission électorale du Pakistan (sièges et votes) |                      |                      |                      |                      |                      |                      |                      |                      |                      |

## Analyse

### Anciens et nouveaux protagonistes

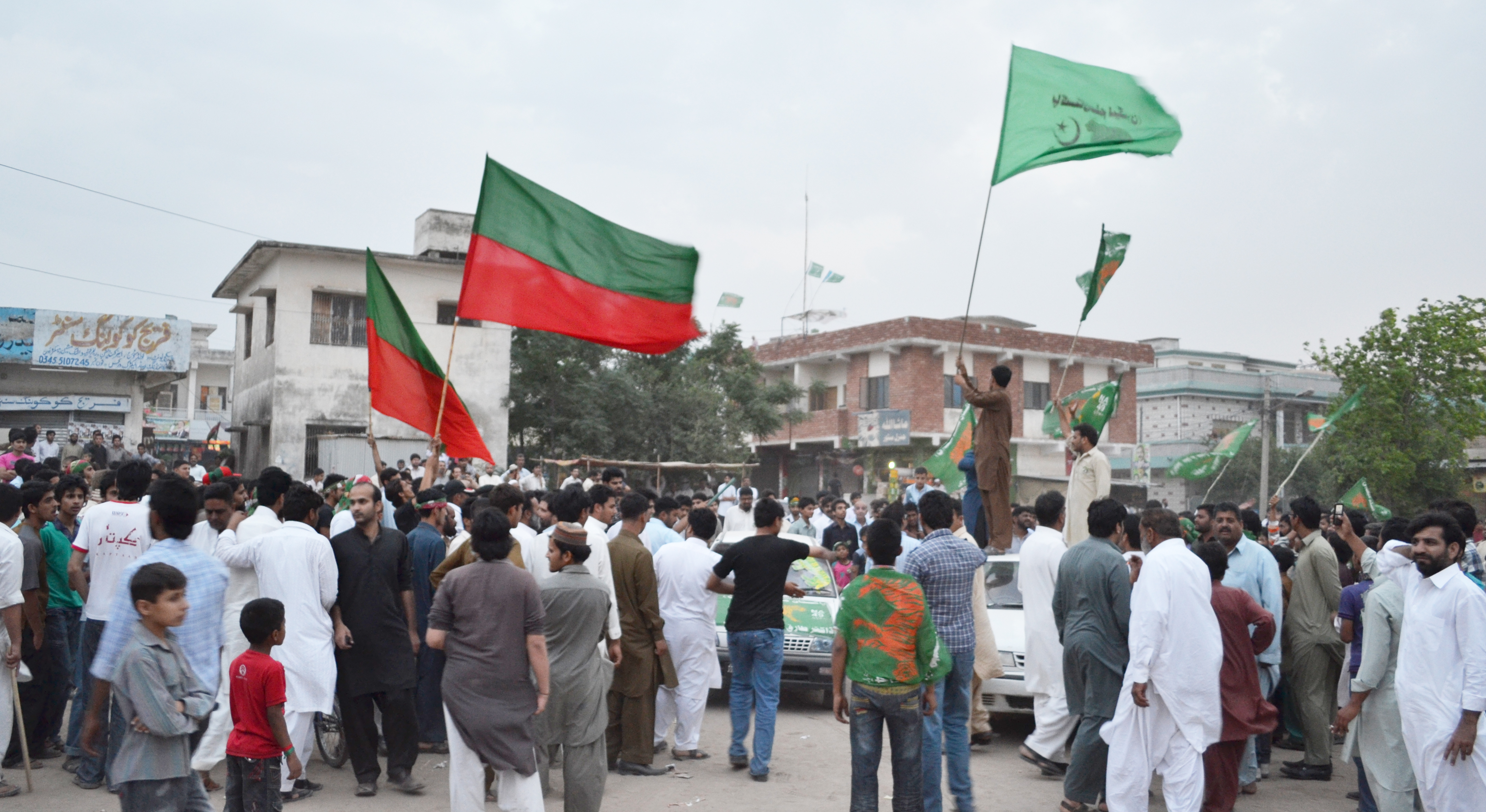
Sympathisants du PTI et de la ligue se faisant face à Islamabad, le 11 mai 2013.

Avec une participation historiquement élevée, un record depuis les élections de 1977, le scrutin démontre un certain enthousiasme de la population. Ce dernier marque le retour de la ligue de Nawaz Sharif grâce à son bastion du Pendjab où l'électorat rural lui est notamment très fidèle. Le gouvernement qu'il met en place laisse la part belle à une partie de l'élite penjabie qui s'est alliée à lui dès les années 1990. En revanche, le scrutin signe la défaite du Parti national Awami, l'affaiblissement du Parti du peuple pakistanais qui ne garde que son fief historique du Sind ainsi que la marginalisation de la Ligue musulmane du Pakistan (Q).
Le scrutin marque également l'avènement du Mouvement du Pakistan pour la justice (PTI) d'Imran Khan, une formation jusque là restée anecdotique depuis sa fondation en 1996. S'il est accusé d'avoir bénéficié de l'appui déterminant de l'armée pakistanaise, sa montée traduit une véritable préoccupation concernant la corruption générée par une élite politique dynastique. Pour le politologue français Christophe Jaffrelot, son électorat réunit surtout les classes moyennes et la jeunesse urbaine, en plus de forts soutiens au sein de l'ethnie pachtoune, mais ne réussit pas à suffisamment élargir sa base électorale pour prendre le pouvoir.

### Progrès démocratique

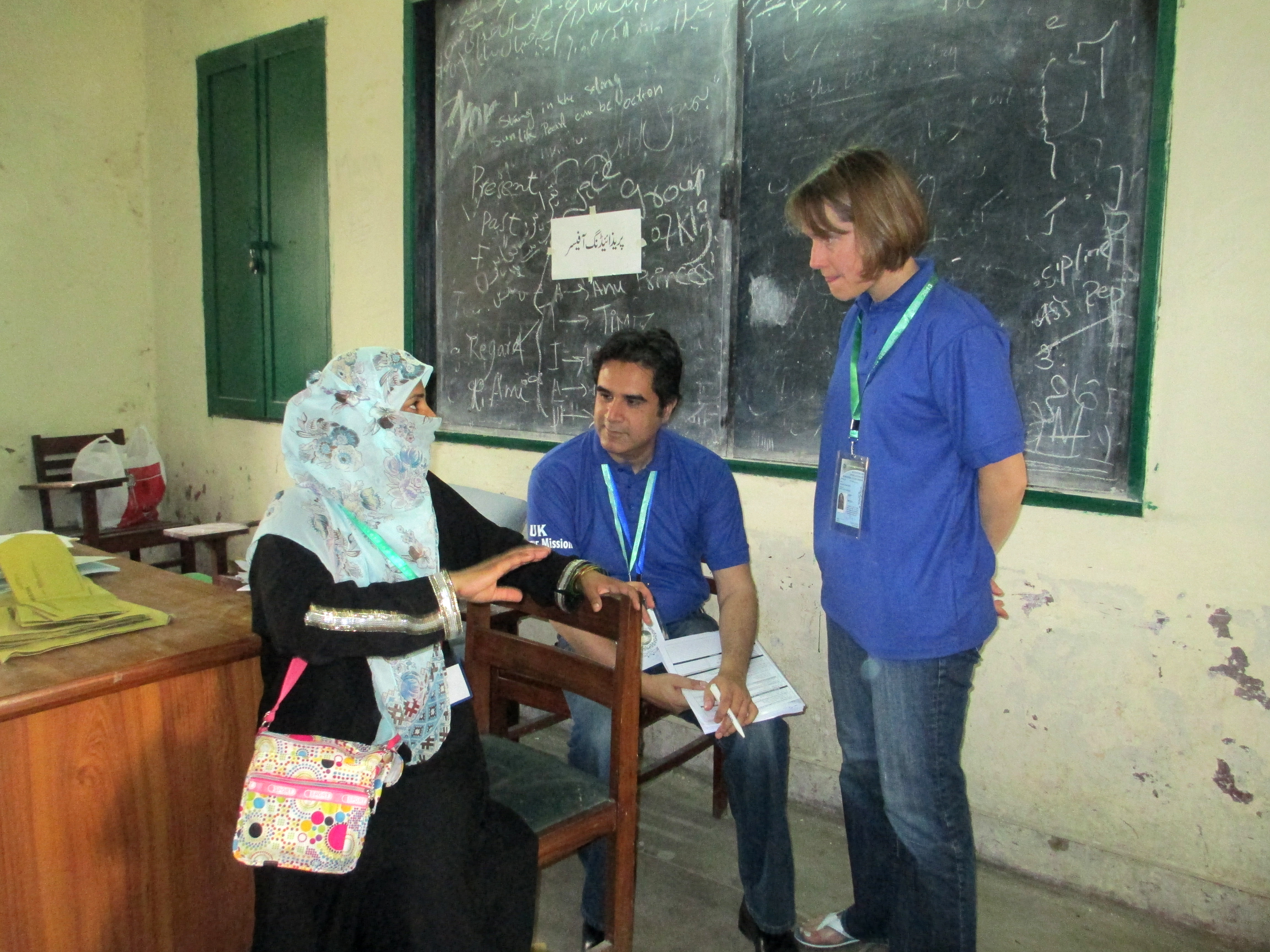
Des observateurs internationaux échangent avec une agente électorale.

De nombreux observateurs et analystes louent les progrès enregistrés lors du scrutin et l'« enracinement de la démocratie », à l'instar des missions internationales du Commonwealth et de l'Union européenne,. En effet, pour la première fois dans l'histoire du Pakistan, un pouvoir civil issu d'élections cède le pouvoir à un autre pouvoir civil issu d'élections à la fin de son mandat de cinq ans. Entre 1988 et 1999, les quatre gouvernements élus avaient été démis avant la fin de leur mandat. La situation sécuritaire, bien que médiocre, est jugée meilleure que lors des élections de 2008, qui avaient vu entre autres l'assassinat de Benazir Bhutto. Passant de 44,5 à 55,0 %, la hausse de la participation est également soulignée, notamment dans les provinces reculées. Contrairement à 2008, aucune formation politique importante ne boycotte le scrutin. De plus, l'armée interfère peu dans le scrutin, alors qu'en 2008 l'avenir du président Pervez Musharraf, général putschiste, était en jeu.

### Irrégularités
Malgré les succès souvent loués pour cette élection, plusieurs irrégularités sont rapidement dénoncées. Le Mouvement Muttahida Qaumi (MQM) a été accusé, notamment par le Mouvement du Pakistan pour la justice (PTI), de bourrage d'urnes à Karachi ainsi que d'intimidation et d'usage de la violence le jour du scrutin. Le jour même de l'élection, la Commission électorale du Pakistan admet avoir échoué à organiser des élections libres et justes dans la ville. En réaction, des manifestations se déroulent ensuite à Karachi, principalement le fait de partisans du PTI. Le 19 mai, les élections sont refaites dans une circonscription nationale et deux circonscriptions provinciales de la ville mais les votes sont boycottés par le MQM. La veille, la dirigeante locale du PTI, Zahra Shahid, est assassinée et Imran Khan accuse Altaf Hussain, chef du MQM, d'en être le responsable. 
Des accusations de fraudes éclaboussent aussi plus tard la province du Pendjab où la Ligue musulmane du Pakistan (N) a obtenu des scores très importants (85 % des députés provinciaux). En plus d'être le fief politique du parti vainqueur, la province est aussi le berceau de groupes sunnites radicaux qui entretiennent des liens étroits avec la ligue de Sharif. Le plus important d'entre eux est le Sipah-e Sahaba Pakistan, accusé de pratiquer l'intimidation en faveur de la ligue alors que cette dernière a aidé le groupe à s'armer depuis son retour au pouvoir dans la province en 2008. En mai 2014, les recours déposés par Imran Khan à propos de 55 circonscriptions du Pendjab sont rejetés par la justice.

## Conséquences

### Nouveau gouvernement

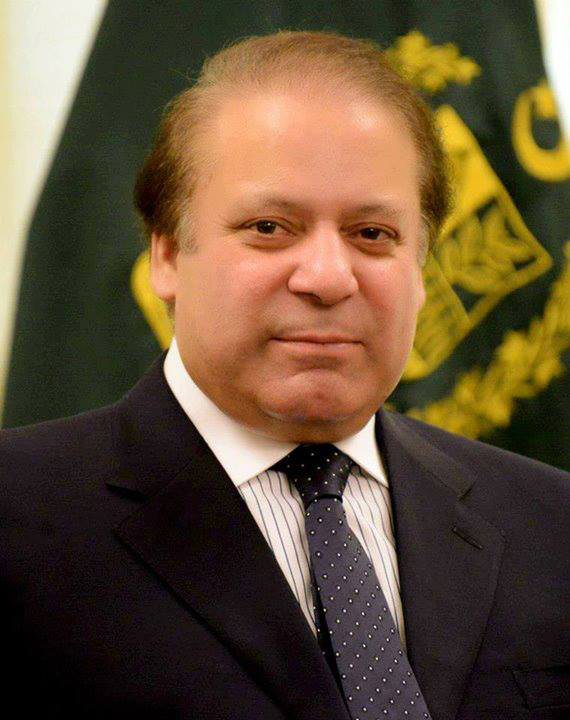
Nawaz Sharif devient le premier chef du gouvernement à occuper trois fois cette fonction.

La large victoire de Nawaz Sharif est saluée par la presse comme le « retour triomphal » du « lion du Pendjab », en référence à son principal fief politique. Le 3 juin, Ayaz Sadiq est élu président de l'Assemblée nationale en remplacement de Fahmida Mirza avec 258 voix, contre 31 voix pour le candidat du Mouvement du Pakistan pour la justice (PTI) et 23 pour le candidat du Mouvement Muttahida Qaumi. Le 5 juin, Sharif est élu et investi Premier ministre par l'Assemblée nationale avec 244 voix sur 342 sièges, face à Ameen Faheem du Parti du peuple pakistanais qui obtient 42 voix et Javed Hashmi du PTI 31 votes. Le 7 juin, son cabinet prend ses fonctions après avoir prêté serment, avec notamment Ishaq Dar au poste de ministre des finances et Nisar Ali Khan au poste de ministre de l'intérieur. Sur ses 25 membres, il compte deux femmes et 19 ministres originaires du Pendjab.
Le mandat du président de la République Asif Ali Zardari se terminant en septembre 2013, Mamnoon Hussain est élu pour lui succéder le 30 juillet 2013,, par le collège électoral avec 432 voix, contre 77 pour Wajihuddin Ahmed, candidat du PTI et alors que le Parti du peuple pakistanais a boycotté le scrutin pour dénoncer une campagne trop courte. Il démissionne de la Ligue musulmane du Pakistan (N) peu après pour s'afficher comme un président indépendant. Le nouveau président, qui prend ses fonctions le 9 septembre, est largement cité comme un proche de Nawaz Sharif,.

### Contestations

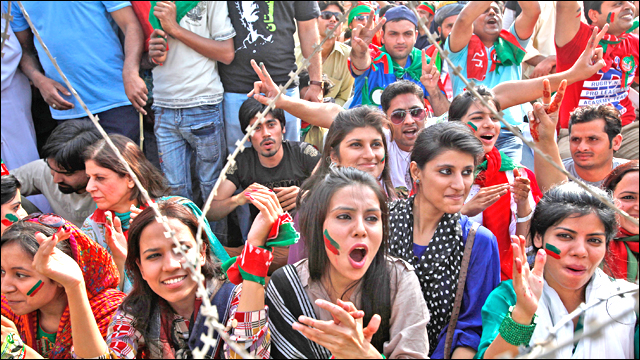
Sympathisants d'Imran Khan en 2013.

Bien que reconnaissant dans un premier temps sa défaite aux élections, Imran Khan dénonce ensuite des fraudes à Karachi et dans le Pendjab (voir supra). Après l'échec des recours judiciaires, il lance un mouvement de protestation, la marche Azadi, en parallèle de la marche Inqilab conduite par le théologien Mohammad Tahir ul-Qadri. Les deux marches s'élancent le 14 août 2014 de Lahore puis rejoignent Islamabad le 16 août, avant d’entamer une occupation de l'avenue de la Constitution à proximité des principales institutions politiques du pays, avec entre 100 000 et 1 000 000 de participants. Des affrontements ponctuels ont lieu avec les forces de l'ordre, comme par exemple lorsque des groupes de partisans de l'opposition tentent de rejoindre le siège du Premier ministre Nawaz Sharif. Au total, près de 33 morts et une centaine de blessés sont à déplorer.
Imran Khan demande dans un premier temps l'organisation d'une commission d'enquête indépendante sur les fraudes électorales, ainsi qu'une réforme de la loi électorale. Face au refus du gouvernement, il demande ensuite sa démission et l'organisation d'une élection anticipée. Après quatre mois de mobilisation, l'opposant met fin au mouvement le 17 décembre 2014 à la suite du massacre de l'école militaire de Peshawar, dans le but affiché de sauvegarder « l'unité nationale » mais alors que la mobilisation s’essoufflait.